# The Flowers of Romance
The Flowers of Romance (Español: Las Flores del Romance) fue una de las primeras bandas surgidas durante la primera ola del punk. Fue formada en el verano europeo de 1976 por Jo Faull y Sarah Hall.

## Historia
El grupo nunca tocó en vivo ni realizó grabación alguna, pero al igual que London SS y Master of the Backside, es conocido por la fama que lograron sus miembros años después como los casos de Sid Vicious (luego integrante de Sex Pistols), Keith Levene (miembro de The Clash y luego de Public Image Ltd.) y Palmolive y Viv Albertine (The Slits). A pesar de que nunca tocaron en vivo, fueron entrevistados por un fanzine llamado Scum donde Sid Vicious proclamó siempre seré el bruto que soy ahora. También estuvo Steve Walsh, luego en Manicured Noise.
La polémica canción "Belsen Was a Gas" fue escrita por Vicious cuando formaba parte del grupo y luego sería interpretada por Sex Pistols y Public Image Ltd. Además, el nombre de la banda fue posteriormente el título de una de las primeras canciones de los Pistols así como también en 1981 el nombre de un álbum y un tema de Public Image Ltd.

## Miembros
- Sid Vicious - voz.
- Keith Levene - guitarra eléctrica.
- Viv Albertine - guitarra eléctrica.
- Jo Faull - guitarra eléctrica.
- Sarah Hall - bajo eléctrico.
- Palmolive - batería.
- Steve Walsh.
- Steve English